# GILA GILA
「GILA GILA」（ギラ・ギラ）は、日本のラッパー、Awichが2021年7月30日に配信リリースした楽曲。JP THE WAVYとYZERRを客演に迎え、アルバム『Queendom』に収録。サウンドプロデュースはChaki Zuluが担当した。

## ミュージックビデオ
GILA GILA feat. JP THE WAVY, YZERR
監督：赤木雄一
配信日の翌日である7月31日に「GILA GILA feat. JP THE WAVY, YZERR」のミュージック・ビデオがYouTubeで公開された。フォトグラファーの赤木雄一が監督を務め、スタイリスト兼プロデューサーの服部昌孝とプロデューサーの沖鷹信の指揮で撮影が行われた。
公開前にAwich本人が自身のInstagramに1万コメントでこの曲のミュージック・ビデオ公開するという投稿を行い、投稿後1時間で1万のコメントを達成し、その流れから公開された。ミュージック・ビデオ公開から1週間で再生回数100万回を達成した。

## パフォーマンス
2022年3月14日に開催されたAwichにとって初となる日本武道館での単独公演「Welcome to the Queendom」でJP THE WAVYとYZERRを迎え入れ「GILA GILA」を披露した。Awichがゲスト出演し2022年5月6日に放送された日本テレビ系音楽番組『MUSIC BLOOD』で「GILA GILA」をJP THE WAVY、YZERRと共にテレビで歌唱した。

## 記録
iTunes Storeなどといった音楽配信サイトにて配信が行われ、2021年8月18日に公開されたBillboard Japan Heatseekers Songsでは配信2週目で4位に初登場した。同年9月8日公開の同チャートは3位を記録。

## 収録曲
| #         | タイトル                               | 作詞                      | 作曲       | 時間 |
| --------- | -------------------------------------- | ------------------------- | ---------- | ---- |
| 1.        | 「GILA GILA feat. JP THE WAVY, YZERR」 | Awich, JP THE WAVY, YZERR | Chaki Zulu | 4:11 |
| 合計時間: | 合計時間:                              | 合計時間:                 | 合計時間:  | 4:11 |

## チャート
| チャート                          | 最高順位 | 出典  |
| --------------------------------- | -------- | ----- |
| Billboard Japan Heatseekers Songs | 3        | [ 7 ] |